# David Tibet

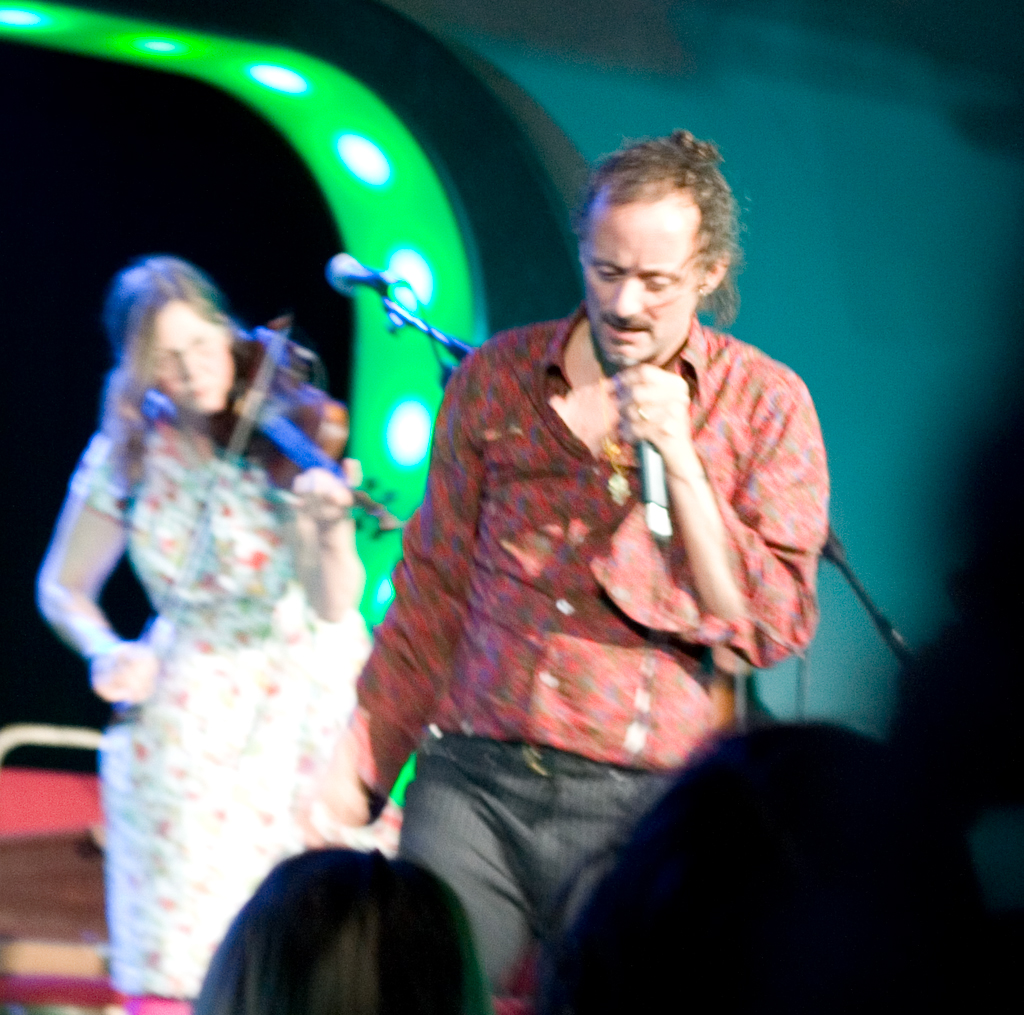
David Tibet bei einem Auftritt von Current 93 am 19. Mai 2007

David Tibet (Geburtsname: David Michael Bunting; * 5. März 1960 in Batu Gajah, Malaysia) ist ein britischer Sänger, Maler, Autor und Labelbetreiber. Bekannt ist er vor allem als Begründer der Apocalyptic-Folk-/Neofolk-Band Current 93; Tibet selbst lehnt die Kategorisierung der Band als Post-Industrial, Neofolk oder Dark Folk jedoch ab. Als Reaktion auf die Kategorisierung seiner Person legte er zwischenzeitlich den Namen Tibet ab und nannte sich nur noch David Michael.

## Musik
David Tibet wuchs zunächst in Malaysia auf und bezeichnet seine Kindheit dort als „nahezu perfekt“. 1973 zogen seine Eltern mit ihm zurück nach Großbritannien, wo er sich dem damals populären Glam Rock annäherte, mit dem er schon in Malaysia in Berührung gekommen war. In England ging er zunächst auf ein nordenglisches Internat. Nach der Reifeprüfung ging er 1978 in Newcastle upon Tyne auf die Universität; dort begann er ein Studium der Politikwissenschaft, das er aber nach kurzer Zeit abbrach. Er zog nach London, um dort Tibetisch zu studieren. Schon zu dieser Zeit interessierte er sich zum einen für metaphysische Themen, zum anderen für Musik jenseits des Mainstream wie Krautrock, oder den gerade seine Blütezeit erlebenden Industrial. Er knüpfte Kontakte zu Bands wie Whitehouse und Throbbing Gristle und wurde ein regelmäßiger Besucher auf Konzerten der letztgenannten Gruppe. Ihr Mitglied Genesis P-Orridge gab seinem Freund den Spitznamen „Tibet“ wegen seines damaligen Interesses an tibetischer Sprache und Kultur. P-Orridge lud ihn außerdem ein, nach dem Ende von Throbbing Gristle Mitglied seiner neuen Band Psychic TV zu werden. Tibet wirkte am Album Themes I, das dem Debütalbum Force the Hand of Chance kostenlos beigefügt wurde, und dem zweiten Album Dreams Less Sweet mit, und spielte auch in der Industrial-Band 23 Skidoo; als er jedoch mit P-Orridge nicht mehr auskam, verließ er Psychic TV, um sich auf seine eigene Musik zu konzentrieren. Die erste Veröffentlichung seiner Band Current 93, die 12" LAShTAL, hatte er während seiner Zeit bei Psychic TV mit John Balance (Coil) und Fritz Haaman von 23 Skidoo aufgenommen. Während David Keenan von The Wire in LAShTAL einen Prototyp der Klänge früher Current-93-Aufnahmen sieht, bezeichnete Tibet die Veröffentlichung nachträglich als „wertlose Platte“, die keinen Bezug zu den weiteren Aktivitäten von Current 93 habe. Auch diese Band lässt sich mit ihren frühen Alben im Bereich atonaler Geräuschmusik einordnen, nach einigen Jahren wurden die elektronischen Klangerzeuger jedoch durch akustische Instrumente ersetzt, die den meisten Aufnahmen einen dem Folk ähnlichen Klang verliehen; den entstandenen Eindruck, er sei ein großer Folk-Fan, bestreitet Tibet jedoch. Auch bekamen Gesang und Texte einen größeren Stellenwert.
Obwohl Tibet das einzige feste Mitglied von Current 93 ist, spielen Zusammenarbeiten mit anderen Künstlern eine große Rolle. Die wichtigste Konstante in einer langen Reihe von Kollaborationen ist Steven Stapleton, den er 1983 beim Equinox Festival kennenlernte und der an fast allen Aufnahmen der Band mitwirkt und dessen eigene Gruppe Nurse with Wound wiederum von Tibet unterstützt wird. Die zweite Konstante bildet seit den frühen 1990ern der Gitarrist und Pianist Michael Cashmore, der einen Großteil der Musik für Current 93 komponiert. Arbeitete Tibet in den ersten Jahren seiner Karriere des Weiteren mit Künstlern wie Steve Ignorant und Little Annie (beide u. a. Crass), Douglas Pearce (Crisis, Death in June), John Balance (Coil), Boyd Rice, Tony Wakeford (Sol Invictus), Björk, Nick Cave, Joolie Wood und Rose McDowall zusammen, so kamen in den letzten Jahren u. a. Christoph Heemann (Hirsche Nicht Aufs Sofa), Andria Degens, der Autor Thomas Ligotti, Antony Hegarty (Antony and the Johnsons), Baby Dee, Simon Finn, Marc Almond, Andrew WK, Al Cisneros von OM und Maniac (Sven Erik Kristiansen) von Skitliv hinzu.
Zusammen mit Hilmar Örn Hilmarsson, Niki Mono und Peter77 spielte er ein Album unter dem Namen The Aryan Aquarians ein. Das Projekt wurde wie folgt beschrieben: „The album was meant to be a bogus 60s band that never was“ (deutsch: „Das Album sollte eine fiktive 60er-Jahre-Band sein, die es nie gab“).
2009 kündigte die japanische Band Sigh ein neues Album namens Scenes from Hell an, das am 29. Januar 2010 über The End Records erschien und unter anderem Beiträge von David Tibet und Kam Lee (Massacre) enthält. Kurz darauf erschien auch das erste Album der norwegischen Band Skitliv, Skandinavisk misantropi, auf dem Tibet als Gastsänger bei dem Lied Towards the Shores of Loss/Vulture Face Kain mitwirkte; Gitarrist und Lead-Sänger Maniac zufolge ist Tibet einer seiner besten Freunde, umgekehrt ist Tibet ein großer Fan von Maniacs früherer Band Mayhem und Maniac ihm zufolge ein interessanter Mensch, der außerdem Current-93-Tätowierungen habe. Die limitierte Picture-Disc-Edition soll außerdem einen exklusiven Current-93-Titel und Artwork von Tibet beinhalten.
Auch in den letzten Jahren hat Tibet einige Projekte außerhalb von Current 93 ins Leben gerufen. Besondere Beachtung fand das zusammen mit James Blackshaw, der auch auf den jüngeren Current 93-Alben Gitarre spielt, gegründete Projekt Myrninerest, dessen bisher einziges Album „Jhonn“, Uttered Babylon (2012) dem Andenken seines früheren Weggefährten John Balance (Coil) gewidmet ist. Zusammen mit The Youth von Killing Joke begründete Tibet 2016 die Band Hypnopazūzu, deren Debüt 'Create Christ, Sailor Boy' elektronischer ausgefallen ist als Tibets Arbeiten der letzten Jahre.

## Weitere Betätigungen
Tibets Hauptinteresse galt zunächst dem Christentum, er interessierte sich jedoch auch für Hinduismus, Buddhismus und Taoismus, was er darauf zurückführt, in Malaysia aufgewachsen zu sein. Er entwickelte früh ein Interesse an der Bibel und neutestamentlichen Apokryphen sowie eschatologischen und apokalyptischen Schriften. Tibet gilt und galt v. a. zu Beginn seines Schaffens als Anhänger Thelemas, der Lehre von Aleister Crowley, mit der er sich im Alter von 10 oder 12 Jahren zu beschäftigen begann. Während LAShTAL deutlich okkult geprägt ist und Tibet zur Zeit der Entstehung Mitglied des Ordo Templi Orientis war, äußerte er sich in späteren Jahren oftmals auch kritisch oder parodistisch (z. B. im Titel Crowleymass) gegenüber dieser neureligiösen Bewegung, Crowley und allgemein dem Okkultismus und brachte eine eher ambivalente Einstellung zum Ausdruck; die Leute nähmen heute fälschlich an, Tibet möge Crowley heutzutage weniger, als er es tatsächlich tue, Crowley sei aber immer sein „böser Onkel gewesen“, der „notwendige Judas für die katholische Kirche“. Dennoch ist er seit einiger Zeit Mitglied sowie Beisitzer des beratenden internationalen Kabinetts des Ordo Templi Orientis (Stand April 2006), dessen Vorsitzender William Breeze auch auf einigen seiner Platten spielt. Sein persönlicher Glaube verknüpfte ursprünglich christliche und buddhistische Vorstellungen mit einem eschatologischen Schwerpunkt, was sich auch in seinen Texten widerspiegelte. In den späten 1980er Jahren sah er sich als Buddhisten. Retrospektiv sagte Tibet jedoch aus, er habe sich auch als Christen bezeichnet, als er sich für Hinduismus und Buddhismus interessierte oder stärker mit Crowley auseinandersetzte; auch ein Werk wie Nature Unveiled sei christlich. Die buddhistischen Elemente reduzierten sich in den letzten Jahren zugunsten einer noch größeren Hinwendung zur christlichen Lehre. Gerade die Lehren des frühen Christentums bilden eines seiner zentralen Interessengebiete. Aufgrund seiner Begeisterung für das apokryphe Thomasevangelium, das auf Koinē nur in Fragmenten, in koptischer Sprache aber vollständig erhalten ist, begann er, diese zu lernen, um es im Original lesen zu können. Tibet studiert mittlerweile auch Koptologie.
Nach einzelnen selbst gestalteten Plattencovers betätigt sich Tibet seit Ende der 1990er auch als Maler. Seine meist an Naive Kunst erinnernden Wachsgemälde in kontrastreichen Primärfarben wurden bereits in mehreren Galerien ausgestellt und gelten als exemplarisch für zeitgenössische Outsider Art. Tibet ist Gründer des Durtro-Labels, welches sich mittlerweile Durtro Jnana nennt. Dort erscheinen nahezu alle Aufnahmen von Current 93, zudem zahlreiche Platten von zum Teil befreundeten Künstlern. Teil dieser Firma sind auch die kleinen Buchverlage Durtro Press und Ghost Story Press, bei denen neben einigen Werken Tibets v. a. Editionen ausgewählter Autoren wie Graf Eric Stenbock und Thomas Ligotti verlegt werden.
Tibet lebt zurzeit im südenglischen Hastings. Sowohl Tibet als auch Pantaleimon, die Band seiner Frau Andria Degens, haben auch zum Soundtrack von Cam Archers Films Wild Tigers I Have Known beigetragen, Tibet sowohl in Form eines gesprochenen Intros als auch eines Current-93-Titels. Während der Entstehung des Albums Baalstorm, Sing Omega trennten Tibet und seine Frau sich.
Tibet schrieb außerdem eine Einleitung zu einem Ausstellungskatalog von Uwe Henneken, einem deutschen Künstler, der Bilder für die Vinyl-on-Demand-Box-Sets von Current 93 anfertigte, und das Vorwort zu einem Buch mit gesammelten Kurzgeschichten von Aleister Crowley, das 2010 von Wordsworth Editions herausgegeben wurde. Ein zweiter Band mit unveröffentlichten Kurzgeschichten wurde angekündigt.

## Veröffentlichungen (Auswahl)
mit Psychic TV
- 1982: Themes I (dem Debütalbum Force the Hand of Chance beigefügtes Album)
- 1982: First Transmission (Doppel-VHS)
- 1982: Just Drifting (Single)
- 1983: Dreams Less Sweet

mit 23 Skidoo
- 1983: The Culling Is Coming

mit Current 93
- siehe Current 93#Veröffentlichungen (Auswahl)

mit Nurse with Wound
- 1984: Gyllensköld, Geijerstam and I at Rydberg’s
- 1984: Brained by Falling Masonry (12")
- 1985: The Sylvie and Babs Hi-Fi Companion
- 1986: A Missing Sense/Rasa (Split-LP mit Organum)
- 1986: Necropolis, Amphibians & Reptiles – The Music of Adolf Wölfli (Split mit Graeme Revell und Déficit des années antérieures)
- 1988: Alas the Madonna Does Not Function (12")
- 1989: Cooloorta Moon (12")
- 1989: Gyllenskold/Brained
- 1991: Live at Bar Maldoror (Live-Album)
- 1992: Thunder Perfect Mind
- 1992: Sugar Fish Drink
- 1993: Large Ladies with Cake in the Oven
- 1995: Alice the Goon (12")
- 1997: A Missing Sense
- 1998: Second Pirate Session
- 1999: An Awkward Pause
- 2001: Bright Yellow Moon (Split mit Current 93)
- 2001: Bright Yellow Moon/Purtle (Split mit Current 93)
- 2001: Chance Meeting on a Dissecting Table of a Sewing Machine and an Umbrella (Wiederveröffentlichung)
- 2004: Tape Monkey Mooch – Angry Eelectric Finger 1 (Split mit Jim O’Rourke)
- 2004: Paraparaparallelogrammatica – Angry Eelectric Finger 2 (Split mit Cyclobe)
- 2004: Mute Bell Extinction Process – Angry Eelectric Finger 3 (Split mit irr. app. (ext.))
- 2006: Rat Tapes One
- 2008: Two Shaves and a Shine Remix Project
- 2009: The Surveillance Lounge
- 2009: The Surveillance Lounge / The Memory Surface

mit Gyllensköld, Geijerstam and Friends
- 1985: Live at Bar Maldoror

mit Death in June
- 1985: Come Before Christ and Murder Love (Single)
- 1985: Nada!
- 1986: The Wörld Thät Sümmer
- 1987: Brown Book
- 1989: The Corn Years
- 1989: 93 Dead Sunwheels
- 1989: Thè Wäll öf Säcrificè
- 1989: Live in Japan (Live-Album)
- 1990: 1888 (Split-12" mit Current 93)
- 1991: New River Head
- 1992: Paradise Rising (12")
- 1992: But, What Ends When the Symbols Shatter?
- 1993: Cathedral of Tears
- 1993: The Cathedral of Tears
- 1995: Rose Clouds of Holocaust
- 1995: Black Whole of Love
- 1997: Die Schuldigen und der Nebel
- 2006: Free Tibet
- 2009: Symbols and Clouds

mit The Aryan Aquarians
- 1987: Meet Their Waterloo

mit HÖH
- 1987: Crowleymass (gemeinsam mit Current 93)
- 1991: Island (gemeinsam mit Current 93)

mit Whitehouse
- 1990: Thank Your Lucky Stars
- 1990: Cream of the Second Coming

mit Magick Lantern Cycle
- 1990: Al-Kitab Alf Laylah Wa Laylah Vol. 1 –The Knight and the Wizard– (Split-LP mit Neon Knights)
- 1993: Chimæra

mit Krank
- 1991: Chaos

mit The Bevis Frond
- 1991: New River Head
- 1994: Sprawl

mit Shirley Collins
- 1992: Fountain of Snow (Remastering, Gestaltung)

mit The Nodding Folk
- 1993: The Apocalyptic Folk in the Nodding God Unveiled

mit Limbo
- 1993: Evirazione Totemica Seriale

mit The Sacred Sawdust Ring
- 1994: The Greatest Show of Truth

mit Nature and Organisation
- 1994: A Dozen Summers Against the World
- 1994: Beauty Reaps the Blood of Solitude

mit The Hafler Trio
- 1994: One Dozen Ecomomical Stories by Peter Greenaway
- 2004: Where Are You?

mit Dogs Blood Order
- 1997: Dogs Blood Order

mit David Tibet & Steven Stapleton
- 1996: Musicalische Kürbs Hütte
- 1998: Octopus

mit Boyd Rice
- 2000: The Way I Feel

mit Backworld
- 2003: Seeds of Love (Single)
- 2007: Good Infection

mit Six Organs of Admittance
- 2004: The Manifestation

mit Mombus & Bacillus Orchestra
- 2004: Arctic
- 2004: Песочная

mit Matmos
- 2006: For Alan Turing

mit Larsen and Friends
- 2007: ABECEDA

mit Michael Cashmore
- 2007: The Snow Abides

mit Simon Finn
- 2007: Pass the Distance (Gestaltung)

mit Marc Almond und Michael Cashmore
- 2007: Gabriel & The Lunatic Lover (Gestaltung)

mit Skitliv
- 2008: Amfetamin
- 2009: Skandinavisk misantropi
- 2010: Bloodletting (EP)

mit Lee Perry
- 2008: Repentance

mit OTHON
- 2008: Digital Angel

mit Anok Pe
- 2008: Birth Canal Blues (gemeinsam mit Current 93)
- 2010: Monohallucinatory Mountain (gemeinsam mit Current 93)

mit Chris Connelly
- 2008: Forgiveness & Exile

mit Human Greed
- 2008: Black Hill: Midnight at the Blighted Star

mit 6 Comm
- 2009: Like Stukas Angels Fall (Retrospective 1984–1990)

mit Æthenor
- 2009: Faking Gold and Murder

mit Sigh
- 2010: Scenes from Hell
- 2010: The Curse of Izanagi (EP)

mit Sehnsucht
- 2010: Wüste